# ستيفان ستوياتشيتش
ستيفان ستوياتشيتش (بالصربية: Стефан Стојачић) مواليد 20 فبراير 1989 في نوفي ساد، جمهورية صربيا الاشتراكية، هو لاعب كرة سلة صربي. بدأ مسيرته الاحترافية في سنة 2007. يحمل الرقم 10. حقق المركز الأول في بطولة العالم لكرة السلة للشباب تحت 19 سنة 2007.

## المسيرة الاحترافية
لعب مع نادي ميغا لكرة السلة من سنة 2007 إلى 2010، ثم لعب مع نادي ريد ستار لكرة السلة في سنة 2010، ثم لعب مع نادي رادنيتشكي كراغوييفاتس لكرة السلة في موسم 2010–2011.

## الميداليات
| الميدالية | المسابقة                                       |
| --------- | ---------------------------------------------- |
| ذهبية     | بطولة العالم لكرة السلة للشباب تحت 19 سنة 2007 |

## روابط خارجية
- ستيفان ستوياتشيتش على موقع الاتحاد الدولي لكرة السلة (الإنجليزية)
- ستيفان ستوياتشيتش على موقع كرة السلة الأوروبية.كوم (الإنجليزية)
- ستيفان ستوياتشيتش على موقع ريلجم (الإنجليزية)
- ستيفان ستوياتشيتش على موقع بروبوليرز (الإنجليزية)